# Distrikt Manantay
Der Distrikt Manantay liegt in der Provinz Coronel Portillo in der Region Ucayali in Ostzentral-Peru. Der Distrikt wurde am 6. Juni 2006 aus Teilen des Distrikts Callería gebildet. Der Distrikt Manantay hat eine Fläche von etwa 644 km². Beim Zensus 2017 wurden 87.525 Einwohner gezählt. Im Jahr 2007 lag die Einwohnerzahl bei 70.745. Verwaltungssitz des Distriktes ist die etwa 150 m hoch gelegene Stadt San Fernando mit 85.540 Einwohnern (Stand 2017). San Fernando ist ein südlicher Vorort der Provinz- und Regionshauptstadt Pucallpa.

## Geographische Lage
Der Distrikt Manantay liegt im Westen der Provinz Coronel Portillo. Er liegt am Westrand des Amazonasbeckens westlich des Río Ucayali sowie südlich der Stadt Pucallpa. Die Nord-Süd-Ausdehnung beträgt 40 km, die maximale Ost-West-Ausdehnung 37 km. Im Süden reicht der Distrikt wenige Meter an die Mündung des Río Pachitea heran. Im Süden liegt ein weitgehend unbewohntes Sumpfgebiet. Die Bevölkerung konzentriert sich auf den Ballungsraum von Pucallpa im äußersten Norden des Distrikts.
Der Distrikt Manantay grenzt im Südwesten an den Distrikt Honoria (Provinz Puerto Inca), im Westen an den Distrikt Campoverde, im Norden an den Distrikt Callería sowie im Osten an den Distrikt Masisea.